# Viktor Szaveljevics Onopko
Viktor Szaveljevics Onopko (oroszul: Виктор Савельевич Онопко; 1969. október 14., Vorosilovgrád, Szovjetunió, ma Luhanszk, Ukrajna) orosz válogatott labdarúgó, orosz válogatottsági csúcstartó.

## Pályafutása
Pályafutását a sztahanovi Sztahanovec csapatában kezdte, majd  az ukrán bányászcsapatban, a Sahtyor Donyeckben folytatta. A szovjet olimpiai válogatottban 1990. szeptember 11-én győztes góllal debültált a norvég U23-as labdarúgó-válogatott elleni 2–2-re végződött találkozón, így hamar felfigyelt rá az ország egyik patinás egyesülete a Szpartak Moszkva. A Független Államok Közösségének létrejötte számos fiatal, tehetséges labdarúgót emelt a felnőtt válogatottba: Onopko 1992. április 29-én, egy Anglia elleni barátságos mérkőzésen lépett először pályára a FÁK színeiben, majd további három alkalommal jutott szerephez az orosz labdarúgó-válogatott megalakulásáig. A FÁK színeiben részt vett az 1992-es Európa-bajnokságon.
1992-ben klubjával bajnoki címet nyert, augusztus 16-án pedig Mexikó ellen bemutatkozott az orosz felnőtt válogatottban is. 1993-ban és 1994-ben a Szpartak Moszkvával orosz bajnok lett. 1993-ban az év labdarúgójának választották Oroszországban. Az 1994-es labdarúgó-világbajnokságon a Svédország elleni 3–1-es vereséggel, illetve a Kamerun elleni 6–1-es győzelemmel zárult mérkőzéseken lépett pályára. Később csapatkapitányként pályára lépett az 1996-es Európa-bajnokságon és a 2002-es világbajnokságon is. 1992 és 2004 között 109 alkalommal játszott az orosz válogatottban és 7 gólt szerzett.
1995-ben elhagyta szülőföldjét és a Szpartak Moszkvától Spanyolországba, a Real Oviedo csapatához igazolt, ahol karrierje legfényesebb 6 évét töltötte. 2002 és 2003 között a Rayo Vallecano együttesét erősítette, majd hazatért az Alanyija Vlagyikavkazhoz. 2004 és 2005 között a Szaturn játékosaként fejezte be a pályafutását.

## Sikerei, díjai
Szpartak Moszkva
- Orosz bajnok (3): 1992, 1993, 1994
- Szovjet kupagyőztes (1): 1991–92
- Orosz kupagyőztes (1): 1994

Egyéni
- Az év orosz labdarúgója (1): 1993